# Europees kampioenschap hockey mannen 2013

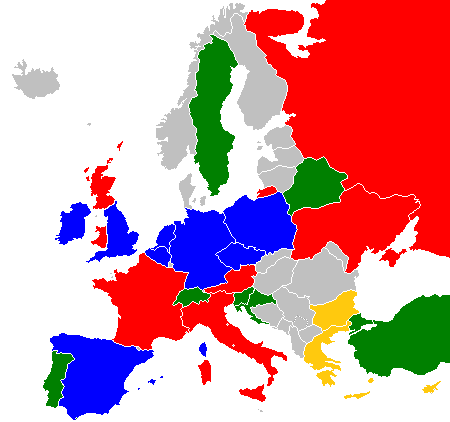
Deelnemers per divisie
Blauw = A-landen (hoofdtoernooi)
Rood = B-landen
Groen = C-landen
Geel = D-landen

De 14e editie van het Europees kampioenschap hockey voor mannen (2013) speelde zich van 17 augustus tot en met 25 augustus 2013 af in Boom, België, op hockeyclub Braxgata. Tegelijkertijd werd het Europees kampioenschap voor vrouwen verspeeld.
De winnaar plaatste zich voor het Wereldkampioenschap hockey mannen 2014 in Den Haag. België haalde voor het eerst op een EK de finale.
Bijzonder is dat er voor het eerst in de EK geschiedenis onder LED wedstrijdverlichting gehockeyd werd.

## Gekwalificeerde teams
| Data                | Toernooi         | Locatie                    | Quotas | Gekwalificeerde teams                       |
| ------------------- | ---------------- | -------------------------- | ------ | ------------------------------------------- |
| Gastheer            | Gastheer         | Gastheer                   | 1      | België                                      |
| 20-28 augustus 2011 | EK hockey 2011   | Mönchengladbach, Duitsland | 5      | Duitsland Engeland Ierland Nederland Spanje |
| 8-14 augustus 2011  | EK voor B-Landen | Vinnytsja, Oekraïne        | 2      | Tsjechië Polen                              |
| Totaal              | Totaal           | Totaal                     | 8      |                                             |

## Groepsfase

### Groep A
| Team      | Ptn | GS | W | G | V | DV | DT | DS  |
| --------- | --- | -- | - | - | - | -- | -- | --- |
| België    | 7   | 3  | 2 | 1 | 0 | 8  | 3  | +5  |
| Duitsland | 6   | 3  | 2 | 0 | 1 | 10 | 5  | +5  |
| Spanje    | 4   | 3  | 1 | 1 | 1 | 11 | 9  | +2  |
| Tsjechië  | 0   | 3  | 0 | 0 | 3 | 1  | 13 | −12 |

| 17 augustus 2013 16:00                                                                                      |                  |                          |                                               |
| Spanje | 6–1 (3–1)        | Tsjechië                 | Scheidsrechters: Dan Barstow Jonas van 't Hek |
| 4' Miquel Delas 7' Eduard Tubau (sb) 29' Pau Quemada (sc) 55' Roc Oliva 60' Eduard Tubau 65' Alex Casasayas | Wedstrijdverslag | 16' Tomas Procházka (sc) | Scheidsrechters: Dan Barstow Jonas van 't Hek |

| 17 augustus 2013 20:00 |                             |                                           |                                         |
| Duitsland              | 1–2 (1–2)                   | België                                    | Scheidsrechters: John Wright Geoff Conn |
| 6' Mats Grambusch      | Wedstrijdverslag[dode link] | 13' Loïck Luypaert (sc) 15' Tom Boon (sc) | Scheidsrechters: John Wright Geoff Conn |

| 19 augustus 2013 14:00                                          |                  | |                                               |
| Spanje                                                          | 3–6 (2–1)        | Duitsland | Scheidsrechters: Marcin Grochal Martin Madden |
| 16' Pau Quemada (sc) 28' Manel Terraza 56' Gabriel Dabanch (sc) | Wedstrijdverslag | 18' Thilo Stralkowski (sc) 43' Moritz Fürste 49' Thilo Stralkowski 53' Christopher Wesley 54' Martin Zwicker | Scheidsrechters: Marcin Grochal Martin Madden |

| 19 augustus 2013 18:00                                                       |                  |          |                                               |
| België                                                                       | 4–0 (2–0)        | Tsjechië | Scheidsrechters: Jonas van 't Hek Dan Barstow |
| 5' John-John Dohmen 25' Tom Boon (sc) 51' eigen doelpunt 52' Cédric Charlier | Wedstrijdverslag |          | Scheidsrechters: Jonas van 't Hek Dan Barstow |

| 21 augustus 2013 16:00                                |                             |          |                                            |
| Duitsland                                             | 3–0 (2–0)                   | Tsjechië | Scheidsrechters: Martin Madden Dan Barstow |
| 11' Mats Grambusch 27' Oskar Deecke 42' Marco Miltkau | Wedstrijdverslag[dode link] |          | Scheidsrechters: Martin Madden Dan Barstow |

| 21 augustus 2013 18:00         |                  |                                   |                                            |
| België                         | 2–2 (1–0)        | Spanje                            | Scheidsrechters: Marcin Grochal Geoff Conn |
| 2' Tom Boon 61' Jérôme Truyens | Wedstrijdverslag | 49' Pau Quemada(sc) 63' Roc Oliva | Scheidsrechters: Marcin Grochal Geoff Conn |

### Groep B
| Team      | Ptn | GS | W | G | V | DV | DT | DS  |
| --------- | --- | -- | - | - | - | -- | -- | --- |
| Nederland | 9   | 3  | 3 | 0 | 0 | 16 | 2  | +14 |
| Engeland  | 4   | 3  | 1 | 1 | 1 | 8  | 6  | +2  |
| Ierland   | 4   | 3  | 1 | 1 | 1 | 7  | 6  | +1  |
| Polen     | 0   | 3  | 0 | 0 | 3 | 4  | 21 | −17 |

| 18 augustus 2013 10:00                                                                    |                             |                                             |                                                  |
| Engeland                                                                                  | 5–2 (1–0)                   | Polen                                       | Scheidsrechters: Ben Goentgen Gregory Uyttenhove |
| 14' Adam Dixon 44' David Condon 45' David Condon 63' Alastair Brogdon 66' Tom Carson (sc) | Wedstrijdverslag[dode link] | 40' Tomasz Górny 55' Michal Nawakowski (sc) | Scheidsrechters: Ben Goentgen Gregory Uyttenhove |

| 18 augustus 2013 18:00                              |                  |                           |                                                |
| Nederland                                           | 2–1 (1–1)        | Ierland                   | Scheidsrechters: Nathan Stagno Diego Estebanez |
| 31' Mink van der Weerden (sc) 65' Robbert Kemperman | Wedstrijdverslag | 18' Shane O'Donoghue (sc) | Scheidsrechters: Nathan Stagno Diego Estebanez |

| 19 augustus 2013 16:00                                                      |                  |                                     |                                              |
| Ierland                                                                     | 4–2 (2–1)        | Polen                               | Scheidsrechters: John Wright Diego Estebanez |
| 27' Conor Harte 27' Shane O'Donoghue 45' Eugene Magee (sc) 65' Michael Watt | Wedstrijdverslag | 10' Adam Chwalisz 70' Adam Chwalisz | Scheidsrechters: John Wright Diego Estebanez |

| 19 augustus 2013 20:00 |                             |                                  |                                                   |
| Engeland               | 1–2 (0–2)                   | Nederland                        | Scheidsrechters: Nathan Stagno Gregory Uyttenhove |
| 54' Barry Middleton    | Wedstrijdverslag[dode link] | 6' Billy Bakker 24' Jelle Galema | Scheidsrechters: Nathan Stagno Gregory Uyttenhove |

| 21 augustus 2013 11:30                              |                  |                              |                                            |
| Ierland                                             | 2–2 (0–2)        | Engeland                     | Scheidsrechters: John Wright Nathan Stagno |
| 51' Shane O'Donoghue (sb) 57' Shane O'Donoghue (sb) | Wedstrijdverslag | 7' Tom Carson 19' Tom Carson | Scheidsrechters: John Wright Nathan Stagno |

| 21 augustus 2013 20:00 |                  |       |                                               |
| Nederland | 12–0 (1–0)       | Polen | Scheidsrechters: Ben Goentgen Diego Estebanez |
| 11' Robbert Kemperman 40' Valentin Verga 43' Tim Jenniskens 45' Robbert Kemperman 48' Robbert Kemperman 51' Jeroen Hertzberger 52' Seve van Ass 56' Constantijn Jonker 59' Tim Jenniskens (sc) 64' Robbert Kemperman 69' Billy Bakker 70' Constantijn Jonker | Wedstrijdverslag |       | Scheidsrechters: Ben Goentgen Diego Estebanez |

### 5e tot en met 8e plaats
De nummers 3 en 4 van beide groepen speelden in een nieuwe groep om de plaatsen 5 t/m 8. Het resultaat tegen het andere team uit dezelfde groep werd meegenomen. De nummers 7 en 8 degradeerden naar de B-groep.

#### Groep C
| Team     | GS | W | G | V | DV | DT | DS  | Ptn |
| -------- | -- | - | - | - | -- | -- | --- | --- |
| Spanje   | 3  | 3 | 0 | 0 | 14 | 2  | +12 | 9   |
| Ierland  | 3  | 1 | 1 | 1 | 7  | 9  | −2  | 4   |
| Polen    | 3  | 1 | 0 | 2 | 7  | 9  | −2  | 3   |
| Tsjechië | 3  | 0 | 1 | 2 | 5  | 13 | −8  | 1   |

| 23 augustus 2013 14:00 |                  |                                                                                                |                                           |
| Tsjechië               | 1–4 (0–4)        | Polen                                                                                          | Scheidsrechters: Dan Barstow Ben Goentgen |
| 62' Štepan Bernátek    | Wedstrijdverslag | 4' Bartosz Zywiczka 21' Piotr Kozlowski (sc) 24' Dariusz Rachwalski (sc) 30' Krystian Makowski | Scheidsrechters: Dan Barstow Ben Goentgen |

| 23 augustus 2013 16:00                                                           |                  |         |                                                      |
| Spanje                                                                           | 4–0 (2–0)        | Ierland | Scheidsrechters: Jonas Van 't Hek Gregory Uyttenhove |
| 7' Xavier Lleonart 19' Gabriel Dabanch (sc) 37' Eduard Tubau (sc) 53' Andres Mir | Wedstrijdverslag |         | Scheidsrechters: Jonas Van 't Hek Gregory Uyttenhove |

| 25 augustus 2013 09:00                                                           |                             |                           |                                                 |
| Spanje                                                                           | 4–1 (2–0)                   | Polen                     | Scheidsrechters: Jonas Van 't Hek Martin Madden |
| 25' Pau Quemada (sc) 35' Roc Oliva (sc) 37' Roc Oliva (sc) 61' Miquel Delas (sc) | Wedstrijdverslag[dode link] | 40' Pawel Bratkowski (sc) | Scheidsrechters: Jonas Van 't Hek Martin Madden |

| 25 augustus 2013 11:00                                         |                  |                                                         |                                                  |
| Ierland                                                        | 3–3 (1–2)        | Tsjechië                                                | Scheidsrechters: Gregory Uyttenhove Ben Goentgen |
| 17' Conor Harte (sc) 58' Stuart Loughrey 61' John Jackson (sc) | Wedstrijdverslag | 4' Lukas Plochy 12' Štepan Bernátek 51' Ondrej Vudmaska | Scheidsrechters: Gregory Uyttenhove Ben Goentgen |

### Voor plaatsen 1 tot en met 4

#### Halve finale
| 23 augustus 2013 18:00                                                       |                  | |                                           |
| Nederland                                                                    | 3–5 (2–1)        | Duitsland                                                                                               | Scheidsrechters: Nathan Stagno Geoff Conn |
| 19' Mink van der Weerden (sc) 33' Mink van der Weerden (sc) 65' Billy Bakker | Wedstrijdverslag | 30' Tobias Hauke (sc) 44' Thilo Stralkowski 52' Mats Grambusch 60' Mats Grambusch (sc) 70' Oskar Deecke | Scheidsrechters: Nathan Stagno Geoff Conn |

| 23 augustus 2013 20:30                                     |                  |          |                                               |
| België                                                     | 3–0 (1–0)        | Engeland | Scheidsrechters: Martin Madden Marcin Grochal |
| 20' Thomas Briels 44' Jérôme Truyens 52' Florent van Aubel | Wedstrijdverslag |          | Scheidsrechters: Martin Madden Marcin Grochal |

#### Voor 3e/4e plaats
| 25 augustus 2013 13:30                                                        |                  |                                             |                                                 |
| Nederland                                                                     | 3–2 (1–2)        | Engeland                                    | Scheidsrechters: Diego Estebanez Marcin Grochal |
| 9' Jeroen Hertzberger (sc) 39' Jeroen Hertzberger (sc) 42' Jeroen Hertzberger | Wedstrijdverslag | 15' Iain Lewers (sc) 34' Richard Smith (sc) | Scheidsrechters: Diego Estebanez Marcin Grochal |

#### Finale
| 25 augustus 2013 16:00                              |                             |              |                                            |
| Duitsland                                           | 3–1 (0–0)                   | België       | Scheidsrechters: John Wright Nathan Stagno |
| 42' Martin Zwicker 52' Benjamin Weß 63' Oliver Korn | Wedstrijdverslag[dode link] | 38' Tom Boon | Scheidsrechters: John Wright Nathan Stagno |

## Eindrangschikking
| Rang   | Land      |
| ------ | --------- |
| Goud   | Duitsland |
| Zilver | België    |
| Brons  | Nederland |
| 4      | Engeland  |
| 5      | Spanje    |
| 6      | Ierland   |
| 7      | Polen     |
| 8      | Tsjechië  |

| Europees Kampioen 2013 |
| ---------------------- |
| Duitsland 8ste titel   |

1970 · 1974 · 1978 · 1983 · 1987 · 1991 · 1995 · 1999 · 2003 · 2005 · 2007 · 2009 · 2011 · 2013 · 2015 · 2017 · 2019 · 2021 · 2023